# 馬越嘉彦 東映アニメーションワークス
『馬越嘉彦 東映アニメーションワークス』（うまこしよしひこ とうえいアニメーションワークス）は、アニメーター・馬越嘉彦の仕事をまとめた初の画集。2011年7月20日に一迅社より発売された。

## 概要
「ハートキャッチプリキュア!」、「おジャ魔女どれみシリーズ」、「マリー&ガリーシリーズ」のキャラクターデザイン・キャラクター初期設定・原画・作監修正などを一挙収録して、イラストギャラリーポスター・版権イラスト・カラーイラスト・雑誌表紙・DVDやCDのジャケットイラストも大量掲載。作品別の裏話・監督インタビュー記事を収録した内容もある。
封入限定特典イラストシートは、馬越嘉彦がフェルトペンを使う描き下ろしキュアブロッサム・来海えりか・キュアサンシャイン・キュアムーンライト。
2014年11月5日には、発行当時未発売だった「ハートキャッチプリキュア!」のDVD第9〜16巻のジャケットイラストと海外スタイルガイド用イラスト、「ハピネスチャージプリキュア!」でのプリキュア10周年記念メッセージ映像の原画、「ハートキャッチプリキュア!」の修正原画や版権イラストラフ、「おジャ魔女どれみ16」シリーズのラフスケッチを追加収録し、新たにカバーイラストを描き下ろした改訂版が発行されている。

## 関連作品
- 馬越嘉彦原画集